# 湖北华箬竹
湖北华箬竹（学名：Sasa hubeiensis）为禾本科赤竹属下的一个种。

## 扩展阅读
- 維基物種上的相關：湖北华箬竹